# Hnatasia
Hnatasia (ukr. Гнатася; rum. Ignăteasa) – wybitny szczyt w Górach Czywczyńskich, stanowiących północny fragment Karpat Marmaroskich.

## Geografia
Hnatasia stanowi ostatni, najdalej wysunięty na południowy wschód wierzchołek całego pasma. Ma ono charakter niemal prostoliniowej grani o orientacji północny zachód - południowy wschód. Wysokość szczytu wynosi 1769 m n.p.m., choć niektóre źródła podają 1766 m n.p.m. Hnatasia ma tę samą wysokość, co wierzchołek Czywczyna (1769 m n.p.m.), uchodzącego za najwyższy szczyt Gór Czywczyńskich.
Ze względu na wysokość Hnatasia leży w piętrze kosodrzewiny. Jej wierzchołek pokryty jest tym gatunkiem krzewu.
Na stokach Hnatasi znajdują się źródła potoku Czarny Czeremosz, który po połączeniu z potokiem Biały Czeremosz tworzy rzekę Czeremosz tworzącą istniejącą niegdyś granicę między Rzecząpospolitą Obojga Narodów a Hospodarstwem Mołdawskim.

## Rys historyczny
Przez wieki Hnatasia stanowiła najbardziej na południe wysunięty punkt Rzeczypospolitej. Znany romantyczny poeta i etnograf Wincenty Pol wędrując po Karpatach Wschodnich miał na jej szczycie odnaleźć duży kamień (według innych źródeł słupki graniczne) z wyrytymi literami FR stanowiącymi akronim łacińskich słów Finis Respublicae oznaczających Koniec Rzeczypospolitej. Wiadomość ta jest prawdopodobnie jedynie legendarna.
W okresie międzywojennym grań Gór Czywczyńskich tworzyła granicę polsko-rumuńską, Hnatasia stanowiła najbardziej wysunięty na południe szczyt II Rzeczypospolitej, a najdalej wysunięty na południe punkt terytorium Polski znajdował się na połoninie Fata Banului. Na niewielkiej skałce w pobliżu wierzchołka zbudowano wówczas kilkumetrowej wysokości konstrukcję o kształcie smukłej piramidy. Obecnie Hnatasia i cała grań Gór Czywczyńskich tworzą granicę ukraińsko-rumuńską, a zarazem granicę Unii Europejskiej.

## Turystyka
Mimo iż szczyt jest dostępny bez większych trudności (pomijając konieczność uciążliwego przedzierania się przez bujne kosówki), jest bardzo rzadko odwiedzany (i to niemal wyłącznie przez polskich turystów) ze względu na oddalenie od siedzib ludzkich i brak jakiejkolwiek infrastruktury turystycznej w całych Górach Czywczyńskich. Ponadto obowiązują ograniczenia i uciążliwa konieczność uzyskiwania pozwoleń na przebywanie w strefie nadgranicznej. Dotyczy to zarówno strony ukraińskiej, jak i rumuńskiej. Od strony rumuńskiej obowiązuje zakaz fotografowania, gdyż zbocza Gór Czywczyńskich stanowią rumuńską zmilitaryzowaną strefę graniczną. Miały miejsce przypadki zatrzymywania polskich turystów przez rumuńską straż graniczną.